# Háromfejű cápa
A Háromfejű cápa (eredeti cím: 3-Headed Shark Attack) 2015-ben bemutatott amerikai film, amelyet Christopher Ray rendezett.
A forgatókönyvet Jacob Cooney és Bill Hanstock írta. A producerei David Michael Latt, David Rimawi és Paul Bales. A főszerepekben Danny Trejo, Karrueche Tran, Rob Van Dam, Jaason Simmons és Jena Sims láthatók. A film zeneszerzői Chris Ridenhour és Christopher Cano. A film gyártója a The Asylum, forgalmazója a The Asylum. Műfaja sci-fi film, akciófilm és horrorfilm.
Amerikában 2015. július 14-én adták ki DVD-n. Magyarországon a Universal Channel mutatta be először.

## Szereplők
| Szereplő         | Színész        | Magyar hang     |
| ---------------- | -------------- | --------------- |
| Maggie           | Karrueche Tran | Csifó Dorina    |
| Dr. Nelson       | Jaason Simmons | Czvetkó Sándor  |
| Stanley          | Rob Van Dam    | Sótonyi Gábor   |
| Max Burns        | Danny Trejo    | Orosz István    |
| Dr. Laura Thomas | Jena Sims      | Böhm Anita      |
| Greg             | Brad Mills     | Czető Roland    |
| Ryan             | Scott Reynolds | Előd Álmos      |
| Omar             | Rico Ball      | Berkes Bence    |
| Alison           | Dawn Hamil     | Csuha Bori      |
| Brad             | Bob Constance  | Potocsny Andor  |
| Brian            | James Poule    | Melis Gábor     |
| Steve            | Stephen Norris | Rosta Sándor    |
| Polly            | Jazy Berlin    | Tarr Judit      |
| Rosemarie        | Brianna Ferris | Tamási Nikolett |
| Howard           | Carlos Rivera  | Bódy Gergely    |
| Százados         | Chris Cook     | Szűcs Sándor    |
| Vincent          | TBA            | Joó Gábor       |